# Marcus Antonius Gnipho
Marcus Antonius Gnipho (Kr. e. 1. század) római rétor
Kr. e. 110 körül született Galliában, Alexandriában nevelkedett. Kiváló rétor volt, akinek iskoláját Cicero még praetor korában is látogatta. Fennmaradt főműve a „De latino sermone”, két könyvben. Suetonius említi a grammatikusokról írott munkájának egy fennmaradt töredékében.